# Korpus prostovoljnih bolničark Suverenega malteškega viteškega reda
Korpus prostovoljnih bolničark Suverenega malteškega vojaškega reda (italijansko Corpo delle Infermiere Volontarie dell'ACISMOM; uradno Corpo delle Infermiere Volontarie dell'Associazione dei Cavalieri Italiani del Sovrano Militare Ordine di Malta (slovensko: Korpus prostovoljnih bolničark Asociacije italijanskih vitezov Suverenega malteškega vojaškega reda)) je bil ustanovljen leta 1940 kot ženska komponenta Vojaškega korpusa Suverenega malteškega viteškega reda; ob ustanovitvi je korpus štel eno direktorico in 40 medicinskih sester. Prvotno je bil korpus nastanjen v Bolnišnici Principe di Piemonte v Rimu.
Leta 2010 je bil sprejet Codice dell'ordinamento militare, s katerim je korpus bil tudi uradno potrjen, da lahko sodeluje z državnimi sanitetnimi organi v miru, vojni ali mednarodnih krizah, s čimer je pridobil tudi status pomožnega specialnega prostovoljnega vojaškega korpusa.